# Памятник Егише Чаренцу (Ереван)
Памятник Егише Чаренцу — скульптурный монумент в Ереване, расположенный на пересечении Кольцевого бульвара и проспекта Саят-Новы, между улицами Алека Манукяна и Агаси Ханджяна. Памятник включен в список недвижимых памятников истории и культуры административного района Кентрон города Еревана под номером 1.6/137.

## История памятника
Памятник Егише Чаренцу был открыт в 1985 году. Авторами памятника стали архитектор Джим Торосян — академик, главный архитектор Еревана — и скульптор, народный художник СССР Никогайос (Николай) Никогосян. Памятник стал вторым монументом Чаренцу в Ереване после бюста, установленного в 1957 году перед школой № 67, носящей имя поэта.

## Описание
Памятник выполнен из бронзы. Он представляет собой многофигурную композицию в стиле советского модернизма, центральным элементом которой является обелиск высотой 18,5 метра. Обелиск представляет собой стилизованный факел и символизирует вечность. На стороне обелиска, обращённой к проспекту Саят-Новы, расположен скульптурный портрет Егише Чаренца с напряжённым, сосредоточенным выражением лица. На правой стороне обелиска — женский образ, символизирующий революцию. На левой стороне — мужчина с поднятыми руками, символизирующий освобождение армянского народа.

На обелиске написаны слова Чаренца: 
Я пришел сквозь века и ухожу с победой.
Слева от обелиска расположена композиция из 40 водных источников — по числу лет, прожитых поэтом.
Ежегодно в день рождения Чаренца в Ереване проходит шествие от дома-музея поэта к обелиску.

## Галерея

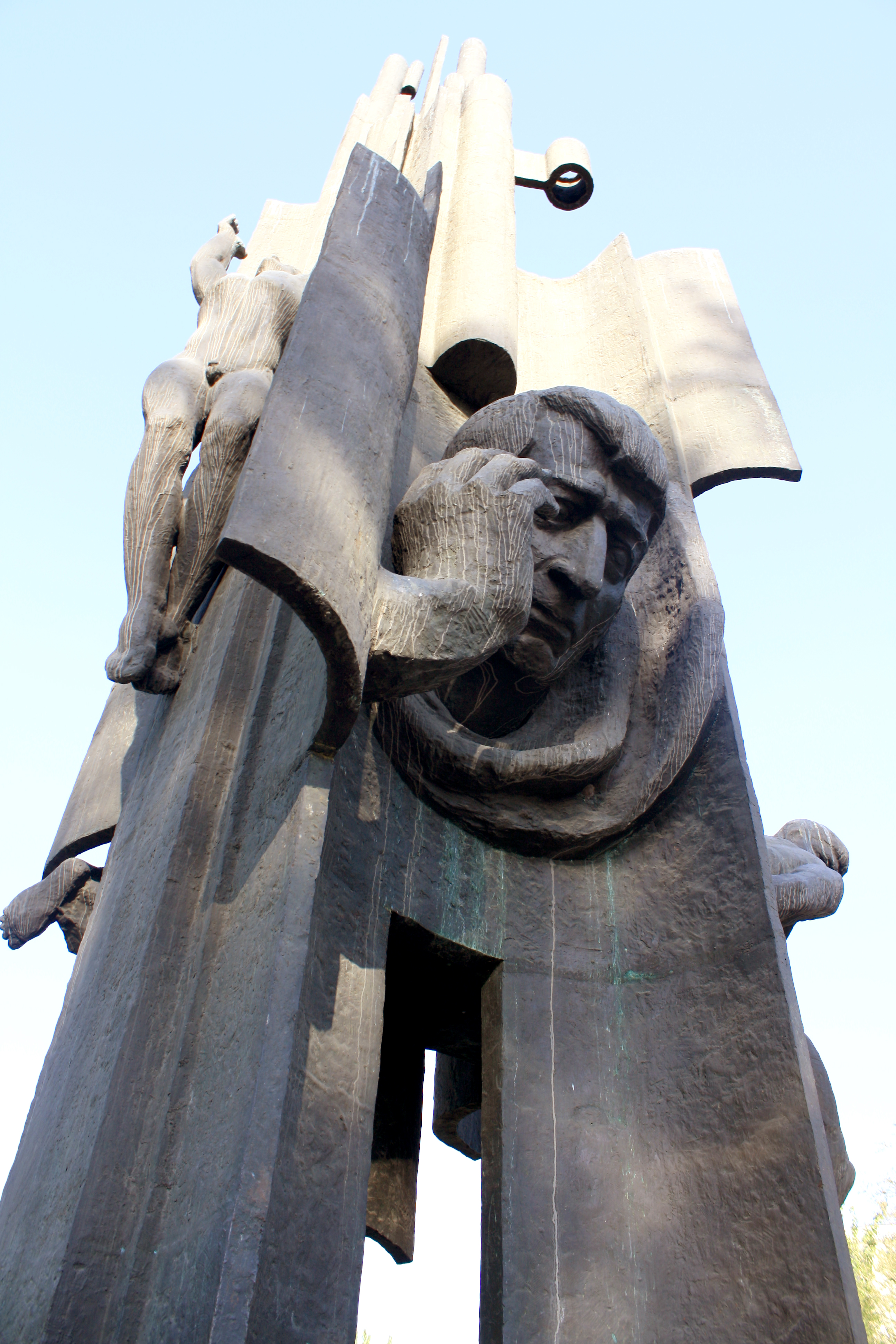
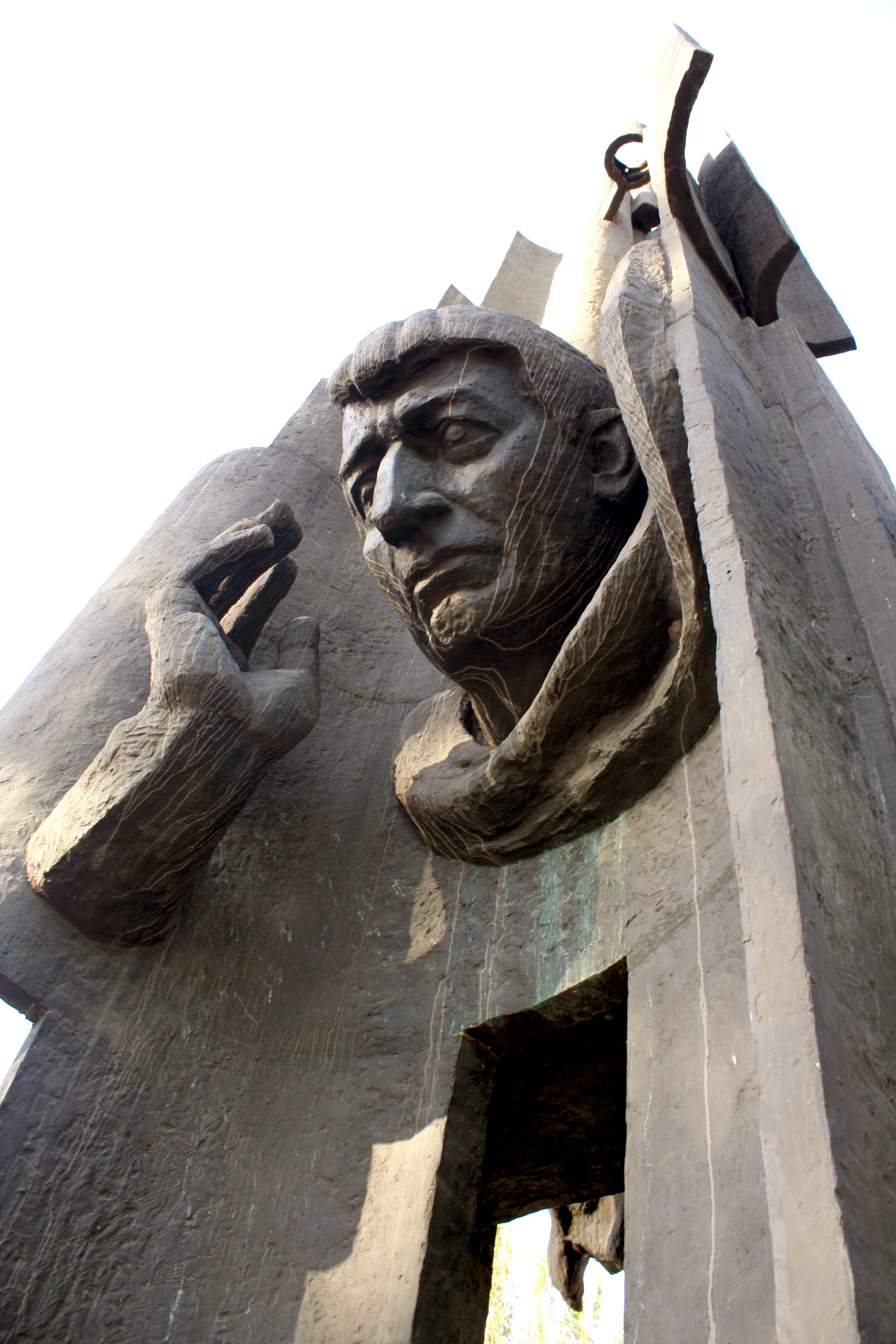
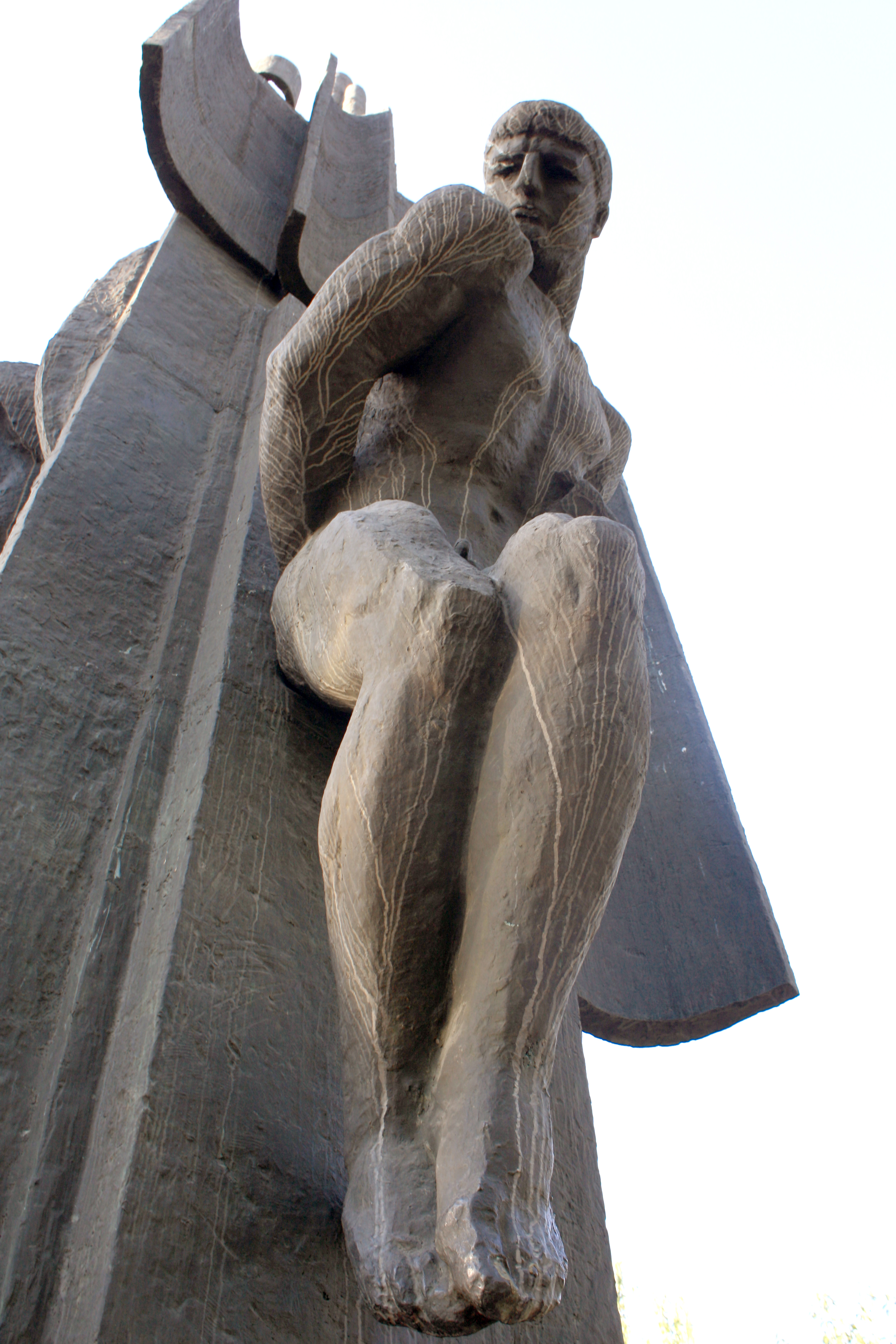
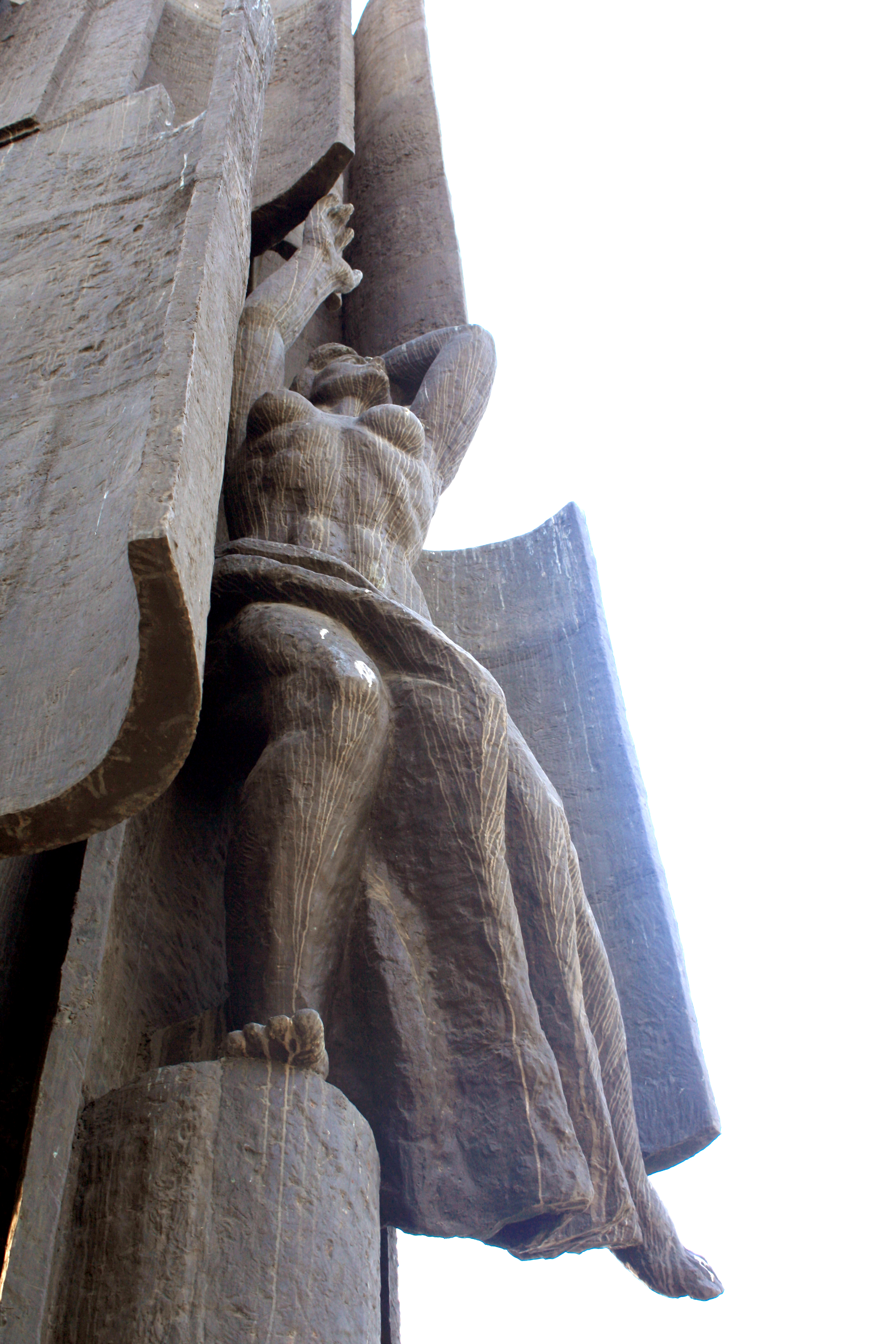
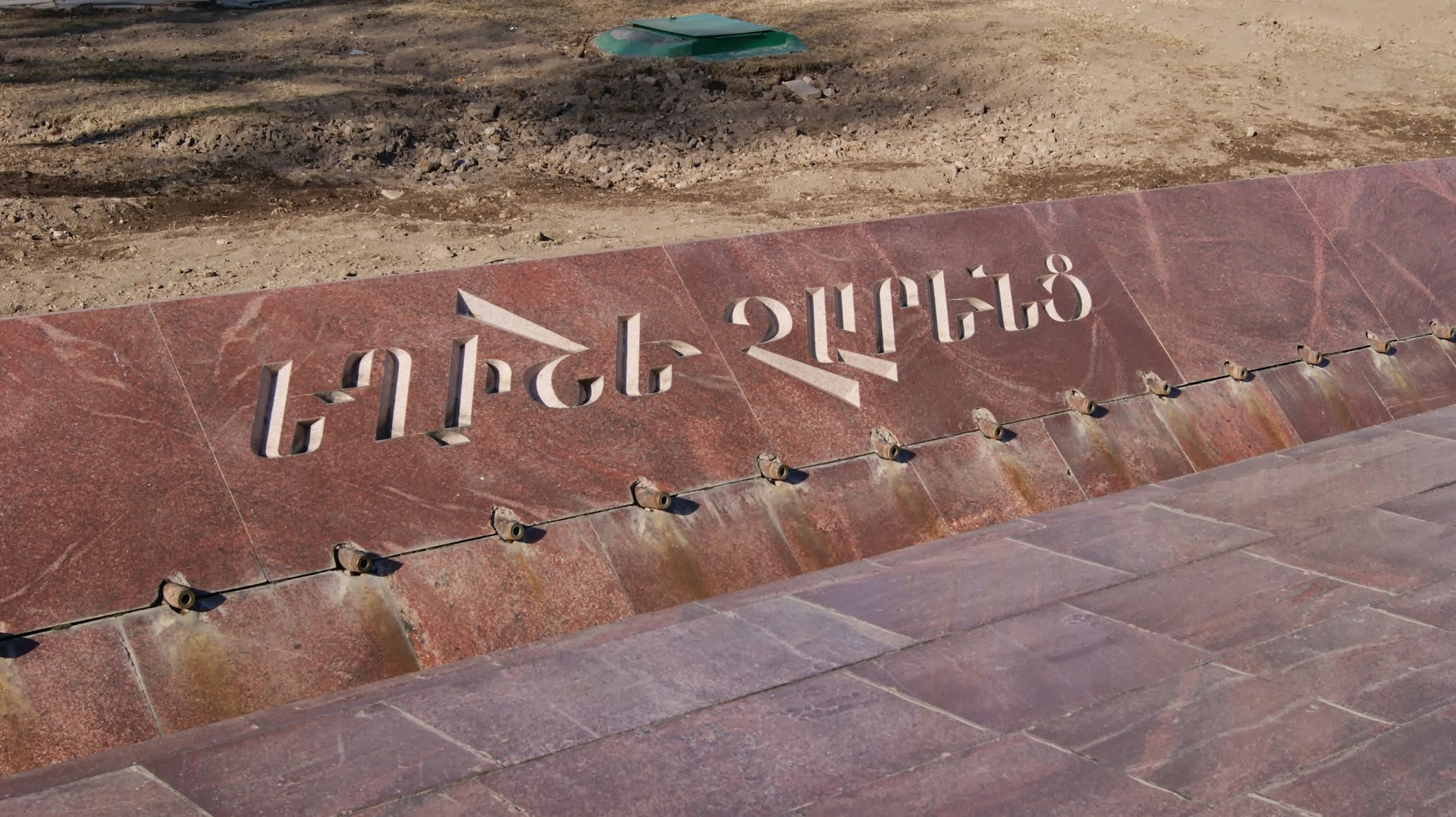